# Ben Speas
Ben Speas est un joueur américain de soccer né le 17 janvier 1991 à Stow dans l'Ohio. Il évolue au poste d'attaquant avec le Indy Eleven en NASL.

## Palmarès
vierge